# پوتانا کاناگال
پوتانا کاناگال (انگلیسی: Puttanna Kanagal; ۱ دسامبر ۱۹۳۳ – ۵ ژوئن ۱۹۸۵) کارگردان فیلم، تهیه‌کننده فیلم و فیلم‌نامه‌نویس اهل هند بود. وی بین سال‌های ۱۹۵۷ تا ۱۹۸۵ میلادی فعالیت می‌کرد.
وی همچنین برندهٔ جوایزی همچون ۳ جایزه فیلم‌فیر جنوب بهترین کارگردان و ۳ جایزه ملی فیلم شده‌است.